# Paragalene longicrura
Paragalene longicrura is een krabbensoort uit de familie van de Progeryonidae. De wetenschappelijke naam van de soort is voor het eerst geldig gepubliceerd in 1869 door Nardo.